# 蘇里高豬籠草
蘇里高豬籠草（學名：Nepenthes surigaoensis）是菲律宾棉兰老岛特有的热带食虫植物。其生长于海拔800米至1200米处。
其种加词“surigaoensis”来源于模式标本的采集地苏里高半岛（Surigao Peninsula）。苏里高猪笼草与美林猪笼草（N. merrilliana）之间存在着密切的近缘关系，在很长一段时间内苏里高猪笼草被认为是美林猪笼草的同物异名。

## 植物学史
1912年9月，阿道夫·丹尼爾·愛德華·埃爾默在棉兰老岛阿古桑省卡巴巴兰的从达瑙湖去往马赛山（Mount Masay）顶峰的步道附近海拔1700米的地区，采集到了苏里高猪笼草的模式标本。苏里高猪笼草的模式标本为编号为“Elmer 13705”标本中的一部分；该标本还包含了部分有柄猪笼草（N. petiolata）的材料。部分原始材料存放于茂物植物园植物标本馆（BO），另一部分可能存放于菲律宾马尼拉的菲律宾国家植物标本馆（PNH）中。美国纽约植物园植物标本馆（NY）中还存放着一幅等模标本。
1915年3月27日，阿道夫·丹尼爾·愛德華·埃爾默在1915年的一期《菲律宾植物学小册》（Leaflets of Philippine Botany）中正式描述了苏里高猪笼草。阿道夫·丹尼爾·愛德華·埃爾默在其模式描述作出了以下描述：
|  | 该物种发现于从达瑙湖通往乌达内塔山或当地人称为马赛山的新修步道附近的山脊上的苔藓森林中，其环境寒风凛冽、草木丛生，海拔5750英尺。在马诺博语中其与其他猪笼草都称为“Lapsay”。 关于我们菲律宾的物种，其与产自苏里高省的美林猪笼草存在着密切的近缘关系。现有的八个标本中，四个采自未开花的植株，考虑到其叶片的长度远短于此处的描述，所以可能不属于此物种。在乌达内塔山的顶峰或海拔5000英尺以上的区域存在着三种或三种以上区别明显的陆生物种，而在卡威兰和迪罗峰的低海拔地区存在着高度附生物种——宝特瓶猪笼草。 |

B·H·丹瑟在其1928年开创性的专著《荷属东印度群岛的猪笼草科植物》中，将苏里高猪笼草归入了美林猪笼草，并写道其“可能”是该物种的一个同物异名。关于这个两个类群的关系，B·H·丹瑟写道：
|  | 埃尔默对苏里高猪笼草描述基于其本人的“Elmer 12705”号标本。其编号可能是错误的，正确的应是“Elmer 13705”；美林在“Phil. JourN. Sc., XXXIII, p. 132, note”的注解中证实了这点。如今茂物植物标本馆中存在这个编号的标本，其与美林猪笼草或苏里高猪笼草的描述一点不也符合。埃尔默在他的新物种讨论中对此进行了阐述：他已将同一个编号的材料分为两种植物，第一个是基于他对苏里高猪笼草的描述得出的，但其看起来似乎与美林猪笼草相同，第二个是一个尚未描述的物种。见有柄猪笼草。 |

马修·杰布和马丁·奇克在他们1997年的专著《猪笼草属（猪笼草科）的框架性修订》中也继承了B·H·丹瑟的解释。在他们2001年的作品《猪笼草科》中也仍将其列为同物异名。
2007年，托马斯·格罗内迈尔（Thomas Gronemeyer）和沃尔克·海因里希再次发现了苏里高猪笼草的模式种群。他们在2008年的一期德文杂志《露叶茅膏菜》中建议将该类群提升至物种地位。斯图尔特·麦克弗森也支持这个观点，在其2009年的专著《旧大陆的猪笼草》中即包含了对于该物种详细的形态特征描述。
苏里高猪笼草还曾被错误的认为是一种杂交种。Yasuhiro Fukatsu在1999年发表的“猪笼草属物种和杂交种表”中认为苏里高猪笼草可能是翼状猪笼草与美林猪笼草的杂交种，即美翼猪笼草（N. × merrilliata）。

## 形态特征

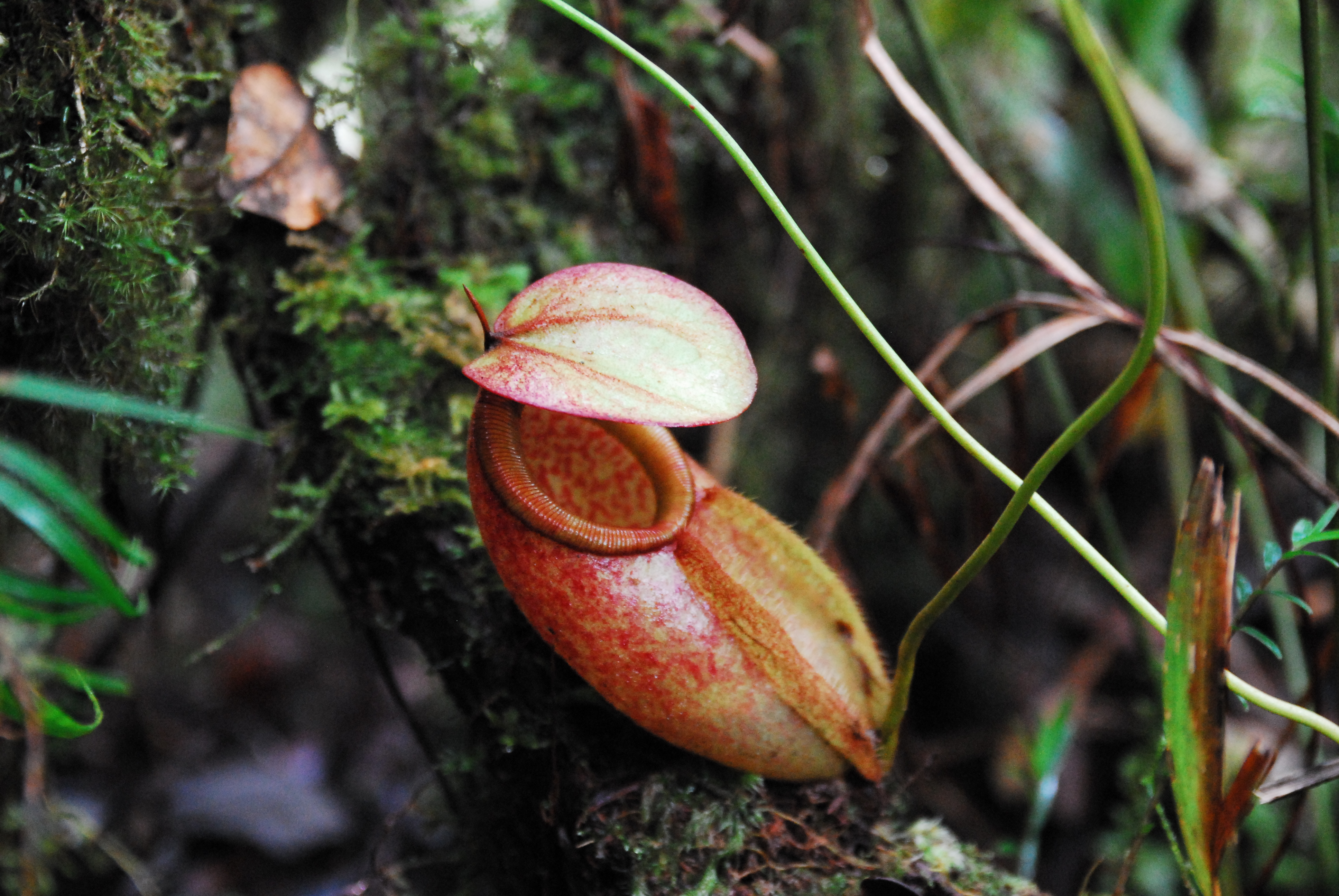
苏里高猪笼草的下位笼

苏里高猪笼草为藤本植物，可攀爬至5米的高处。茎可分枝，直径可达1.25厘米，节间距可达14厘米。其通常攀附于周围的植被，偶尔依靠倾斜的树干生长，但也可能沿着地面匍匐生长。
苏里高猪笼草的叶片革质，具柄，为线形至略微的披针形，可长达40厘米，宽至5厘米。叶尖为急尖或钝尖，叶基渐狭形成一个槽状的叶柄。叶柄强烈的下延至茎部。叶尖两侧可能不等长，相距可达4毫米，这也常见于美琳猪笼草。这两个物种叶片两侧的宽度也可能不等。苏里高猪笼草笼蔓是猪笼草属中最长的，可达120厘米。

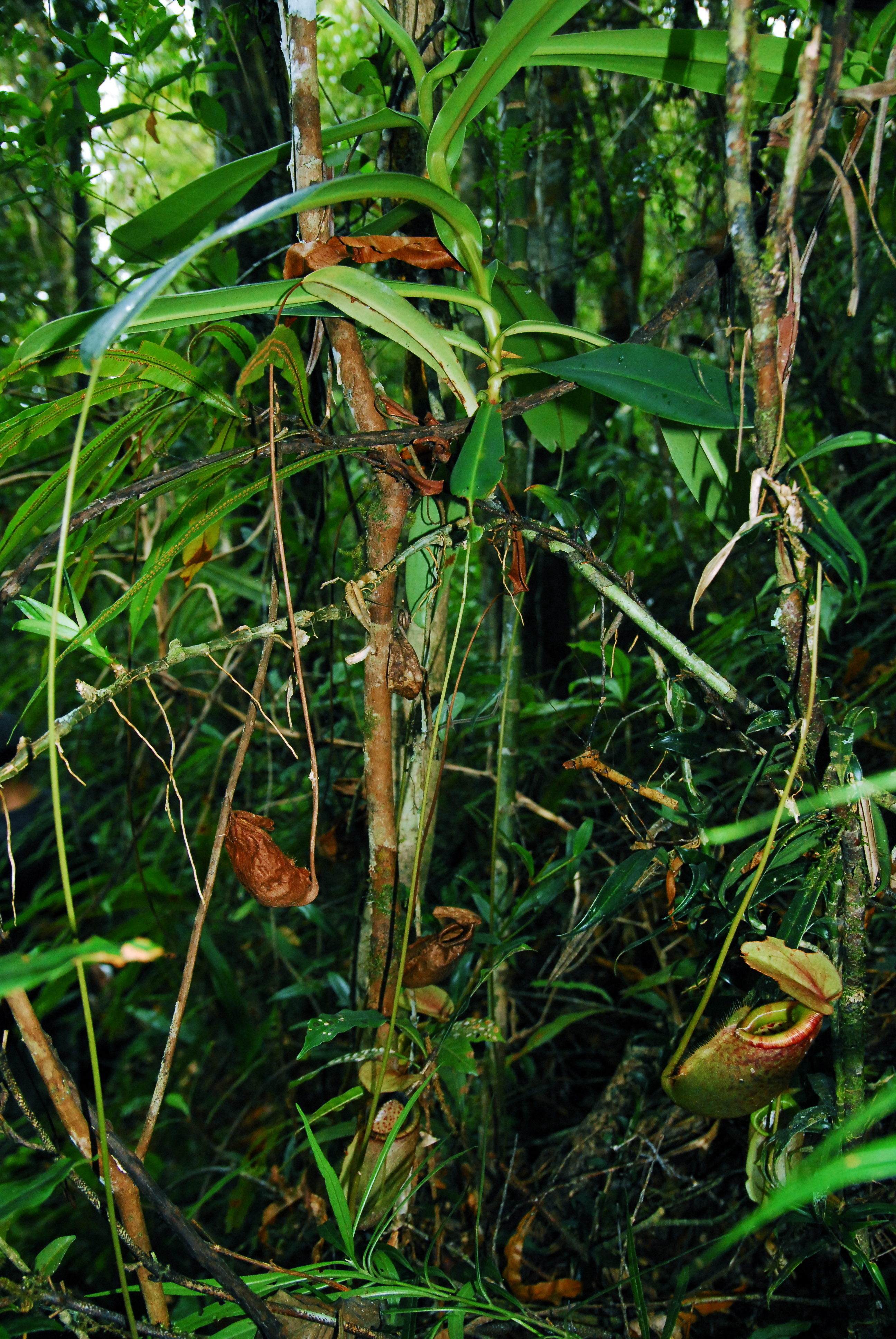
分自成熟攀援茎的侧枝，示其下位笼和极长的笼蔓

苏里高猪笼草的下位笼通常通体为圆柱形或椭圆球形，但其基部也可能略微膨大。可高达24厘米，宽至9厘米，通常高16厘米，宽7.5厘米。腹面具一对可宽达20毫米的笼翼，翼须可长达16毫米。唇略呈圆柱形，可宽达2.5厘米，两侧和基部较宽。唇肋可高达1.5毫米，间距可达2毫米，唇齿可长达2.5毫米。唇基部拉成为一个非常短的唇颈，唇颈中间通常具宽约几毫米的狭缝。唇的外缘向外弯曲或略呈波浪状。笼盖为椭圆形至卵形，可长达8厘米，宽至6厘米。其下表面无附属物。笼盖基部的后方具一根不分叉的笼蔓尾，可长达22毫米。
苏里高猪笼草上位笼的下三分之一至二分之一为漏斗形，上部为圆柱形或略微膨大。其体型小于下位笼，可高达15厘米，宽至6.5厘米。上位笼的笼翼仍高度发达，可宽达15毫米，翼须可长达13毫米。有极少数上位笼的唇为锯齿形。其余形态特征类似于下位笼。
苏里高猪笼草的花序为总状花序。其可长达40厘米，基部含花朵在内的最大直径可达6厘米。总花梗可长达18厘米，花序轴可长达25厘米。部分花梗带两朵花，分支处可长达8毫米，花梗整体可长达16毫米。前部的花具窄苞片。花被片为椭圆形，可长达5毫米。偶尔其宽度可能会不等。雄蕊柄可长达6毫米，宽至1毫米。
产自马赛山的苏里高猪笼草成熟的植株，其捕虫笼和笼蔓上覆盖着橙色至棕色的粗毛被，可长达1.8毫米。其余大部分营养组织无毛。需要进一步的实地考察才能确定这些是否是其整体典型的形态特征。
苏里高猪笼草的茎和笼蔓为黄色至绿色，中脉靠近茎的基部可能为浅橙色。幼叶和老叶都为绿色；这与美林猪笼草一致。下位笼一般为绿色、黄色或浅橙色，但其可随着时间的增加而逐渐变为通体全红。捕虫笼的内表面为黄色至橙色，并具有紫色或黑色的斑点。笼盖和唇的颜色与捕虫笼外表面相同，但老旧的捕虫笼其外表面可为暗紫色。上位笼的颜色通常较浅，主要呈黄绿色，偶尔其内表面具红色或紫色的斑点。
尚未发现苏里高猪笼草的任何变种或变型。

## 生态关系
苏里高猪笼草是菲律宾棉兰老岛特有的热带食虫植物。目前仅在两个地区发现了苏里高猪笼草的种群：棉兰老岛北部的马巴霍山脉（Mabaho Range）的马赛山，及棉兰老岛中部的潘托浪山脉（Pantaron Range）的一个小山峰。其还可能存在于迪奥达山脉（Diuata Mountains）及其他相邻的高海拔地区。斯图尔特·麦克弗森的专著中苏里高猪笼草的海拔分布范围为800米至1200米，而埃尔默的原始描述中给出的海拔为约1750米。
苏里高猪笼草陆生于山脊上，似乎仅存在于阴暗的低地山地森林中，其植被茂密，可达8米高。斯图尔特·麦克弗森认为该物种特别长的笼蔓是为了适应其植被茂密的原生地。特别长的笼蔓可使高处的茎长出的下位笼能够触及地面，从而最大限度地提高捕捉昆虫的概率。
尚未发现苏里高猪笼草的自然杂交种。
目前的关于该物种的资料还不足以正确的评估其保护状况。2009年，斯图尔特·麦克弗森将其两处原生地描述为“分布广泛、量大且人迹罕至”。马巴霍山脉的铜冶金工业仅限于低海拔地区，因此尚未直接威胁到该物种的生存。

## 相关物种
苏里高猪笼草与美林猪笼草之间存在着密切的近缘关系，以至于长期以来被认为是同一个物种。它们的区别在于，苏里高猪笼草具有强烈下延的叶片，特别长的笼蔓，同时笼蔓和捕虫笼上的粗毛被。它们的捕虫笼在形态上非常的相似，不过苏里高猪笼草的上位笼有发达的笼翼。
苏里高猪笼草与美林猪笼草的生态位也不同。苏里高猪笼草仅存在于阴暗的低地山地森林中，而美林猪笼草通常存在于更开阔且阳光更充足的地区。此外，美林猪笼草是真正的低地物种，其通常生长于海拔500米以下的地区，最高不超过900米。
苏里高猪笼草也与贝里猪笼草（N. bellii）之间存在着密切的近缘关系。但苏里高猪笼草的体型较贝里猪笼草大很多，特别是捕虫笼和花序。

## 扩展阅读
- 原生地內的苏里高猪笼草
- 菲律賓稀有的豬籠草
- 食虫植物照片搜寻引擎中苏里高猪笼草的照片 （页面存档备份，存于）

 维基共享资源上的相關多媒體資源：苏里高猪笼草
 維基物種上的相關：苏里高猪笼草